# TV Hayat
Pour les articles homonymes, voir Hayat.
Hayat TV est une chaîne de télévision bosnienne dont le siège est à Sarajevo, la capitale de la Bosnie-Herzégovine.

## Histoire
TV Hayat a été créée le 24 février 1992, au début de la guerre de Bosnie-Herzégovinie. En 2006, elle lance Hayat TV Plus, chaîne additionnel pour la diaspora bosniaque. Fin 2011, Hayat Music, chaîne musicale en 16:9 débute. Elle sera complétée par Hayat Folk, chaîne musicale diffusant de la musique bosniaque en 2012.

## Programme
Zvijezda mozes biti ti (ZMBT): concours musicale
Vijesti: journal quotidien
Dobro jutro !: programme du matin avec actualités, buzz, ...
Yaprak Dökümü: série turque
Elveda Derken: série turque